# Ivan Raimi
Ivan Raimi (* 1956 in Detroit, Michigan) ist ein US-amerikanischer Schauspieler und Drehbuchautor. Er hat noch zwei jüngere Brüder, den Regisseur Sam Raimi und den Schauspieler und Drehbuchautor Ted Raimi.
Er studierte an der Michigan State University zusammen mit Robert G. Tapert und schloss sein Studium als Facharzt für Osteopathie ab.
Seinen ersten Auftritt als Schauspieler hatte er im Film Tanz der Teufel, bei dem sein Bruder Sam Regie führte und der von Rob Tapert produziert wurde. Später schrieb er das Drehbuch zum dritten Teil der Tanz-der-Teufel-Trilogie, Armee der Finsternis. Er wirkte auch an den Drehbüchern zur Spider-Man-Trilogie und zu Drag Me to Hell mit. Er teilt sich den Creators-Credit für die Fernsehserie Ash vs Evil Dead mit Sam Raimi und Tom Spezialy und war bei drei Episoden auch am Drehbuch beteiligt.